# Веће произвођача
Веће произвођача је било дом Савезне народне скупштине ФНРЈ од децембра 1953. до јуна 1963. као веће које бирају произвођачи запослени у производњи, транспорту и трговини. Други дом је био Савезно веће, а постојало је и посебно Веће народа.
Установљено је Уставним законом донетим 13. јануара 1953. и представљало је почетак примене радничког самоуправљања у државну управу, јер су посланици овог већа били представници својих привредних организација, које су бирали индустријски радници, чланови земљорадничких задруга, занатлије и занатски радници. Устав СФРЈ донет 7. априла 1963, који је назван Повељом самоуправљања, својим одредбама требао је да назначи почетак „социјалистичке самоуправне демократије” па су уместо Већа произвођача, у Савезној скупштини СФРЈ формирана четири већа Привредно веће, Просветно-културно веће, Социјално-здравствено веће и Организационо-политичко веће, у којима су посланике бирали радних људи у радним заједницама.

## Састав
Веће произвођача су сачињавали народни посланици које су бирали произвођачи запослени у производњи, транспорту и трговини сразмерно учешћу привредних области у укупном друштвеном производу Федеративне Народне Републике Југославије. Народне посланике као представнике својих привредних организација бирали су радници и службеници привредних предузећа, чланови земљорадничких задруга, као и занатлије и занатски радници. Један посланик се бирао на 70.000 произвођачког становништва. Бирали су их индустријски, пољопривредни и занатски произвођачи одвојено сваки у својој произвођачкој групи.
Индустријска група обухватала је раднике и службенике запослене у индустрији, рударству, шумарству, грађевинарству, транспорту, трговини, угоститељству и комуналној делатности. Пољопривредна група обухватала је земљораднике који су чланови земљорадничких задруга и раднике и службенике пољопривредних добара. Занатска група обухватала је трудбенике запослене у занатству.
За члана Већа произвођача могао је бити биран сваки произвођач који је уживао опште бирачко право и припадао произвођачкој групи из које се бирао посланик. Могао је бити биран и синдикални функционер који је као такав изабран од стране произвођача. Посланику који би трајно престао бити произвођач или би променио произвођачку групу у којој је изабран, престајао би му мандат.

## Надлежности
Домови Савезне народне скупштине ФНРЈ (Савезно веће и Веће произвођача) заседали су одвојено. Законски предлог у чијем доношењу су равноправно учествовала оба дома могао је бити поднет једном или другом дому. Домови су могли одлучити да на заједничкој седници претресу поједине законске предлоге или друга питања у чијем решавању су учествовала оба дома, али гласање о законским предлозима вршило се на седници сваког дома одвојено.
Савезно веће и Веће произвођача равноправно су учествовали:
- у одлучивању о промени Устава;
- у утврђивању савезног друштвеног плана и савезног буџета; у потврђивању завршног биланса о извршењу савезног друштвеног плана и завршног рачуна о извршењу савезног буџета;
- у доношењу искључиво савезних закона: о новцу, кредитном систему, банкама и финансијском пословању; о социјалном осигурању; имовинског законика; о патентима, жиговима, узорцима и моделима; о установљењу друштвеног доприноса и пореза; о царинама; о девизама; о меници, чеку и другим начинима плаћања; о осигурању; о стандардима; о избору и опозиву народних посланика;
- у доношењу основних закона: о планском управљању народном привредом; о привредним организацијама; о саобраћају и везама; о буџетима; о друштвеном доприносу, порезима и другим дажбинама; о искоришћавању природних богатстава и снага; о раду;
- у ратификовању међународних уговора из области привреде, рада и социјалног осигурања;
- у доношењу одлуке о сагласности републичког устава са савезним уставом, као и о сагласности републичког и савезног закона са савезним уставом ако су оба дома учествовала у доношењу савезних закона;
- у одлучивању о расписивању референдума у питањима из области привреде, рада и социјалног осигурања;
- у одлучивању о продужењу мандата Скупштине, у утврђивању да су престале околности због којих је мандат Скупштине био продужен, као и у одлучивању о распуштању Скупштине;
- у одлучивању о наградама народних посланика и принадлежностима председника, потпредседника и секретара Савезне народне скупштине, председника Републике и чланова Савезног извршног већа;
- у доношењу декларација и резолуција по питањима из области привреде, рада и социјалног осигурања.

Савезна народна скупштина ФНРЈ на заједничкој седници оба дома вршила је следеће послове:
- бирала и разрешавала председника Републике;
- бирала и разрешавала чланове Савезног извршног већа;
- бирала и разрешавала председника, потпредседнике и секретара Савезне народне скупштине;
- бирала и разрешавала судије Савезног врховног суда;
- бирала и разрешавала чланове одбора и комисија Скупштине;
- проглашавала промену Устава.

Веће произвођача је могло давати препоруке привредним организацијама за њихов рад и државним органима и самоуправним установама у питањима из области привреде, рада и социјалног осигурања. У оквиру права одређених законом могло је доносити одлуке за рад привредних организација, државних органа и самоуправних установа.

## Председници Већа произвођача
| Председници Већа произвођача 1953—1963. | Председници Већа произвођача 1953—1963. | Председници Већа произвођача 1953—1963. | Председници Већа произвођача 1953—1963. | Председници Већа произвођача 1953—1963. | Председници Већа произвођача 1953—1963. | Председници Већа произвођача 1953—1963. | Председници Већа произвођача 1953—1963. |
| назив скупштине                         | сазив                                   | број                                    | име и презиме                           | почетак мандата                         | крај мандата                            | напомена                                | реф                                     |
| --------------------------------------- | --------------------------------------- | --------------------------------------- | --------------------------------------- | --------------------------------------- | --------------------------------------- | --------------------------------------- | --------------------------------------- |
| Савезна народна скупштина 1953—1963.    | 3 сазив 1953—1958.                      | 1                                       | Иван Божичевић (1909—1999)              | 24. децембар 1953.                      | 17. април 1958.                         |                                         | [ 8 ]                                   |
| Савезна народна скупштина 1953—1963.    | 4 сазив 1958—1963.                      | 2                                       | Пашко Ромац (1903—1970)                 | 18. април 1958.                         | 29. јун 1963.                           |                                         | [ 9 ]                                   |